# Зубко, Яков Пантелеймонович
Яков Пантелеймонович Зубко (1899—1968) — украинский советский зоолог.

## Биография
Яков Зубко родился 27 октября 1899 года в Гадяч (Полтавская область, Украина).
В 1920 году поступил на естественное отделение Полтавского педагогического института, позже преобразованного в Институт народного образования, и заканчивает его 1924 году.
Заведовал зоологическими кафедрами Харьковского и Луганского педагогических институтов.
Умер Яков Пантелеймонович Зубко 23 декабря 1968 года после тяжёлой болезни.

## Научная деятельность
Изучал фауну летучих мышей, землероек и грызунов юга и востока Украины. Описал несколько новых подвидов мелких млекопитающих.
В течение 48 лет своей трудовой деятельности совмещал педагогическую работу с научными исследованиями. Опубликовал работы о млекопитающих Полтавской области и южных территорий Украины. Вместе с изучением своей «главной» группы — грызунов-полевок, ряд работ он посвятил вопросам экологии и зоогеографии. Был участником различных конференций и съездов. Им опубликовано много методических пособий, программы учебных курсов — общей биологии, зоологии, экологии, зоогеографии, эволюционного учения.

### Главные труды
- Зубко Я. П. Новий підвид мідиці бурозубої (Sorex araneus Averini subsp. nov.) // Праці наук.-досл. зоол.-біол. ін-ту / Харк. ун-т (Сектор екології). — 1937. — Том 4. — С. 299—303.
- Зубко Я. П. Нарис фауни Chiroptera південного сходу Одеської області // Збірник праць Зоологічного музею АН УРСР. — 1937. — Вип. 20. — С. 121—128.
- Зубко Я. П. Пізній кажан (Eptesicus serotinus Schreb) на Харківщині // Наукові записки Харківського державного педагогічного інституту. — 1939. — № 1. — С. 321—323.
- Зубко Я. П. До питання про підвидовий склад сліпачків (Ellobius talpinus Pall.) Європейської частини СРСР (попереднє повідомлення) // Наукові записки / Харківський державний педагогічний університет. — 1940. — Том 4. — С. 191—194.